# Roque Júnior
José Vítor Roque Júnior (* 31. August 1976 in Santa Rita do Sapucai, Minas Gerais) ist ein ehemaliger brasilianischer Fußballspieler und -trainer.

## Vereinskarriere
Roque Júnior spielte für den São José EC, Palmeiras São Paulo, den AC Mailand, Leeds United und die AC Siena, ehe er zur Saison 2004/05 zu Bayer 04 Leverkusen wechselte. Für die Leverkusener spielte er 35-mal in der Bundesliga. Er war allerdings sehr verletzungsanfällig und konnte selten eingesetzt werden. Nach der Saison 2006/07 wurde Roque Júniors Vertrag bei Bayer nicht verlängert. Im Oktober 2007 verpflichtete ihn Bundesliga-Aufsteiger MSV Duisburg für den Rest der Saison 2007/08, um die verletzungsgeplagte Abwehr zu stärken.
Nach vier Spielen für den MSV gab Roque Júnior bekannt, er sehe sich mental nicht mehr in der Lage, in der Bundesliga zu spielen. Sein bis Sommer laufender Vertrag in Duisburg wurde nicht aufgelöst, dennoch befand er sich nicht mehr im Profikader der Zebras. Im April 2008 wechselte er schließlich nach Katar zum Al-Rayyan SC, bei dem er einen Einjahresvertrag unterschrieb, jedoch aufgrund seiner Probleme nicht eingesetzt wurde. Im September 2008 kehrte er nach Brasilien zurück, wo er einen Vertrag bis zum Jahresende bei Palmeiras unterschrieb.
Er wurde 1998 mit Palmeiras brasilianischer Pokalsieger und gewann 1999 die Copa Libertadores. Seine größten Erfolge im Klubfußball feierte er während seiner Zeit beim AC Mailand, mit dem er 2003 den italienischen Pokal sowie die Champions League gewann.

## Nationalmannschaft
Für die brasilianische Nationalmannschaft spielte Roque Júnior 48-mal. Er gewann mit der Mannschaft die WM 2002. Während seiner Nationalmannschaftszeit war er zwischenzeitlich auch deren Kapitän.

## Erfolge

### Verein
- UEFA Champions League: 2003
- Coppa Italia: 2003
- Copa do Brasil: 1998
- Copa Libertadores 1999
- Torneio Rio-São Paulo: 2000

### Nationalmannschaft
- Weltmeister: 2002